# بيت الشاعري (العدين)

تعديل مصدري - تعديل

بيت الشاعري محلة تابعة لقرية رماضة ، التابعة لعزلة عردن وكذلك فيي منطقه الكريف التابعه لعزله الساره وهم كثر ومن اكبر قبايل الساره بمديرية العدين إحدى مديريات محافظة إب في الجمهورية اليمنية، بلغ تعداد سكانها 139 حسب تعداد اليمن لعام 2004.